# Edelsitz Kay

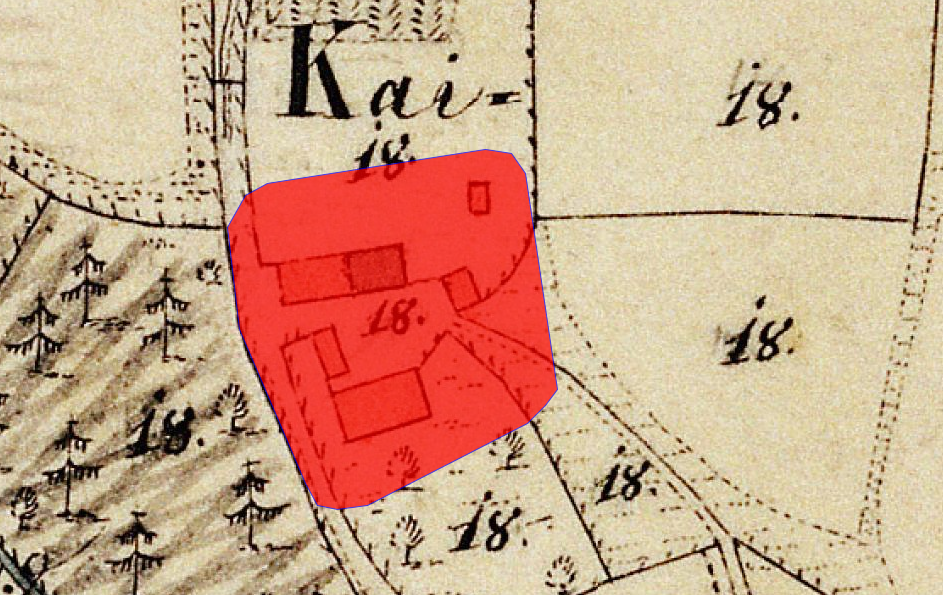
Lageplan von Edelsitz Kay auf dem Urkataster von Bayern

Der Edelsitz Kay ist ein abgegangener Edelsitz in Kay in der Gemeinde Isen im Landkreis Erding. Die Anlage wird als Bodendenkmal unter der Aktennummer D-1-7838-0175 im Bayernatlas mit dem Hinweis auf „untertägige spätmittelalterliche und frühneuzeitliche Befunde im Bereich des abgegangenen Edelsitzes und Einzelhofes Kay“ geführt. 

## Geschichte
Kay wird als Besitz des Hochstifts Freising erwähnt. Wann er an Freising und dessen Herrschaft Burgrain kam, ist nicht sicher festzustellen. Im 15. Jahrhundert war Kay im Besitz der Pfaffinger. Um 1800 war ein ganzer Hof noch im Besitz des Hochstifts. Der Besitz wurde nach der Säkularisation in Bayern 1803 in das spätere Königreich Bayern und dessen Gemeinde Westach eingegliedert.